# معاون عملیات نیروی هوایی ارتش جمهوری اسلامی ایران

## تاریخچه
همزمان با تشکیل نیروی هوایی ارتش در سال ۱۳۱۵ جهت اجرای اقدامات عملیاتی معاونت عملیات این نیرو تشکیل شد.
معاونت عملیات در زمان جنگ ایران و عراق عملیات‌های کمان ۹۹ و حمله به اچ ۳را طراحی و اجرا نمود.
این معاونت بازوی پرقدرت نهاجا در جنگ هشت ساله بود و مدیریت‌های عملیات آموزش و جنگال زیرنظر آن فعالیت می‌کردند.

## معاونین عملیات در گذر تاریخ
- سپهبد شاپور آذربرزین
- سرتیپ وحید کیمیاگر
- سرهنگ جواد فکوری
- سرهنگ محمود قیدیان
- سرهنگ بهرام هوشیار
- سرهنگ (سپس سرتیپ شد) عباس بابایی
- سرهنگ (سپس سرتیپ شد) مصطفی اردستانی
- سرتیپ سیدرضا پردیس
- سرتیپ دوم نصرالله عرفانی
- سرتیپ روح الدین ابوطالبی
- سرتیپ قاسم محمدامینی
- سرتیپ دوم سیدمحمدعلوی
- سرتیپ دوم محمد قره باغی
- سرتیپ دوم علی اکبر طالب زاده
- سرتیپ دوم سعید رسولی